# Капаччини, Франческо
Франческо Капаччини (итал. Francesco Capaccini; 14 августа 1784, Рим, Папская область — 15 июня 1845, там же) — итальянский куриальный кардинал. Апостольский интернунций в Нидерландах с мая 1828 по 17 декабря 1831. Субститут государственного секретариата Святого Престола и секретарь шифра с 17 декабря 1831 по 21 апреля 1845. Секретарь Священной Конгрегации по чрезвычайным церковным делам с 11 июля 1836 по 24 ноября 1837. Чрезвычайный интернунций и апостольский делегат в Португалии с ноября 1841 по 20 февраля 1844. Генеральный аудитор Апостольской Палаты с 20 февраля 1844 по 21 апреля 1845. Кардинал in pectore с 22 июля 1844 по 21 апреля 1845. Кардинал-дьякон с 21 апреля 1845.